# Quattro Giorni di Dunkerque 2005
La Quattro Giorni di Dunkerque 2005, cinquantunesima edizione della corsa, si svolse in cinque tappe dal 4 all'8 maggio 2005, per un percorso totale di 890,3 km. Fu vinta dal francese Pierrick Fédrigo che terminò la gara in 21h14'55".

## Tappe
| Tappa  | Data     | Percorso                            | km    | Vincitore di tappa | Leader cl. generale |
| ------ | -------- | ----------------------------------- | ----- | ------------------ | ------------------- |
| 1ª     | 4 maggio | Dunkerque > Marcq-en-Barœul         | 153,7 | Thor Hushovd       | Thor Hushovd        |
| 2ª     | 5 maggio | Marcq-en-Barœul > Lens              | 204,1 | Philippe Gilbert   | Thor Hushovd        |
| 3ª     | 6 maggio | Liévin > Sangatte                   | 193,6 | Thomas Voeckler    | Linus Gerdemann     |
| 4ª     | 7 maggio | Boulogne-sur-Mer > Boulogne-sur-Mer | 173,4 | Vladimir Efimkin   | Pierrick Fédrigo    |
| 5ª     | 8 maggio | Bourbourg > Dunkerque               | 165,5 | Adam Wadecki       | Pierrick Fédrigo    |
| Totale | Totale   | Totale                              | 890,3 |                    |                     |

## Squadre e corridori partecipanti
| N.    | Cod. | Squadra                          |
| ----- | ---- | -------------------------------- |
| 1-8   | BTL  | Bouygues Télécom                 |
| 11-18 | A2R  | AG2R Prévoyance                  |
| 21-28 | C.A  | Crédit Agricole                  |
| 31-38 | COF  | Cofidis, le Crédit par Téléphone |
| 41-48 | LAN  | Landbouwkrediet-Colnago          |
| 51-58 | FDJ  | Française des Jeux               |
| 61-68 | CSC  | Team CSC                         |
| 71-78 | DVL  | Davitamon-Lotto                  |
| 81-88 | CHO  | Chocolade Jacques-T Interim      |
| 91-98 | NIC  | Navigators Insurance             |

| N.      | Cod. | Squadra                     |
| ------- | ---- | --------------------------- |
| 101-108 | RAG  | RAGT Semences               |
| 111-118 | MRB  | Mr Bookmaker.com-SportsTech |
| 121-128 | REF  | Relax-Fuenlabrada           |
| 131-138 | AGR  | Agritubel                   |
| 141-148 | INT  | Intel-Action                |
| 151-158 | ZVZ  | eD'System-ZVVZ              |
| 161-168 | WIE  | Team Wiesenhof              |
| 171-178 | TBL  | Team Barloworld-Valsir      |
| 181-188 | ASA  | Acqua & Sapone-Adria Mobil  |
| 191-198 | NSM  | Naturino-Sapore di Mare     |

## Dettagli delle tappe

### 1ª tappa
- 4 maggio: Dunkerque > Marcq-en-Barœul – 153,7 km

Risultati
| Pos. | Corridore         | Squadra         | Tempo    |
| ---- | ----------------- | --------------- | -------- |
| 1    | Thor Hushovd      | Crédit Agricole | 3h22'21" |
| 2    | Jimmy Casper      | Crédit Agricole | s.t.     |
| 3    | Jaroslaw Zarebski | Action-Ati      | s.t.     |

| Pos. | Corridore         | Squadra         | Tempo    |
| ---- | ----------------- | --------------- | -------- |
| 1    | Thor Hushovd      | Crédit Agricole | 3h22'09" |
| 2    | Jimmy Casper      | Crédit Agricole | a 6"     |
| 3    | Jaroslaw Zarebski | Action-Ati      | a 8"     |

Descrizione e riassunto
Nella prima tappa il giovane Linus Gerdemann della CSC animò sin dalle battute iniziali la corsa, percorrendo da solo la maggior parte del percorso. Venne poi raggiunto dall'olandese Koos Moerenhout ma, anche se in coppia, non riuscirono a guadagnare molto sul gruppo, che li raggiunse a quattro kilometri dalla fine. Nella volata finale fu Thor Hushovd a primeggiare, finalizzndo il lavoro della squadra.

### 2ª tappa
- 5 maggio: Marcq-en-Barœul > Lens – 204,1 km

Risultati
| Pos. | Corridore        | Squadra        | Tempo    |
| ---- | ---------------- | -------------- | -------- |
| 1    | Philippe Gilbert | F. des Jeux    | 4h33'42" |
| 2    | Tomas Vaitkus    | AG2R Prév.     | s.t.     |
| 3    | Jan Valach       | eD'System-ZVVZ | a 3"     |

| Pos. | Corridore        | Squadra         | Tempo    |
| ---- | ---------------- | --------------- | -------- |
| 1    | Philippe Gilbert | F. des Jeux     | 7h55'49" |
| 2    | Thor Hushovd     | Crédit Agricole | a 7"     |
| 3    | Jan Valach       | eD'System-ZVVZ  | a 13"    |

Descrizione e riassunto
Tappa difficile non tanto per le asperità ma quanto per i numerosi tratti in pavé che il gruppo fu costretto ad affrontare. Proprio i tratti in pavé spezzettarono il gruppo in vari tronconi ed in particolare diciannove uomini si portarono in testa alla corsa. Dietro un plotone con una quaranta unità guidato dalla Credit Agricole controllò che il vantaggio non si dilatasse eccessivamente.
A pochi chilometri dal traguardo Valach, Vaitkus e Gilbert attaccarono, mantenendo una decina di secondi sul gruppo che non li raggiunse più. Allo sprint, Gilbert regolò gli altri due fuggitivi, mentre Hushovd, giunto quinto, mantenne la testa della graduatoria.

### 3ª tappa
- 6 maggio: Liévin > Sangatte – 193,6 km

Risultati
| Pos. | Corridore        | Squadra       | Tempo    |
| ---- | ---------------- | ------------- | -------- |
| 1    | Thomas Voeckler  | Bouygues Tél. | 4h55'04" |
| 2    | Ruggero Marzoli  | Acqua & Sap.  | a 16"    |
| 3    | Pierrick Fédrigo | Bouygues Tél. | s.t.     |

| Pos. | Corridore        | Squadra       | Tempo     |
| ---- | ---------------- | ------------- | --------- |
| 1    | Linus Gerdemann  | Team CSC      | 12h51'27" |
| 2    | Pierrick Fédrigo | Bouygues Tél. | s.t.      |
| 3    | Ludovic Turpin   | Ag2r Prév.    | a 4"      |

Descrizione e riassunto
Al ventunesimo chilometro partirono all'attacco sette uomini Ludovic Auger, Stéphane Bèrges, Sylven Calzati, Castresana, Engoulvent, Damien Nazon e Osinski. I fuggitivi procedettero per 119 km senza troppo affiatamento, fra tentativi di allungo, frenate e formazioni di treni che non fecero che favorire il gruppo che li riprese definitivamente prima dell'inizio del circuito finale.
Ripresi i fuggitivi attaccò Voeckler e, sotto il suo impulso, altri undici uomini tra cui Fedrigo, Gerdemann e Moreau. "T-blanc" allungò a cinque chilometri dalla conclusione e mantenne un vantaggio poco superiore ai 15" fin sul traguardo.
Gerdemann arrivato a pari tempo con Fedrigo, grazie agli abbuoni ed ai migliori piazzamenti ottenuti, ottenne la maglia rosa di capo della graduatoria.

### 4ª tappa
- 7 maggio: Boulogne-sur-Mer > Boulogne-sur-Mer – 173,4 km

Risultati
| Pos. | Corridore        | Squadra         | Tempo    |
| ---- | ---------------- | --------------- | -------- |
| 1    | Vladimir Efimkin | Barloworld      | 4h39'55" |
| 2    | Pierrick Fédrigo | Bouygues Tél.   | a 20"    |
| 3    | Thor Hushovd     | Crédit Agricole | a 22"    |

| Pos. | Corridore         | Squadra         | Tempo     |
| ---- | ----------------- | --------------- | --------- |
| 1    | Pierrick Fédrigo  | Bouygues Tél.   | 17h31'36" |
| 2    | Vladimir Efimkin  | Barloworld      | a 12"     |
| 3    | Christophe Moreau | Crédit Agricole | a 19"     |

Descrizione e riassunto
Il russo Efimkin vinse la quarta frazione, mentre Fedrigo, nuovamente piazzato, sfilò la maglia di leader a Grdemann.

### 5ª tappa
- 8 maggio: Bourbourg > Dunkerque – 165,5 km

Risultati
| Pos. | Corridore      | Squadra    | Tempo    |
| ---- | -------------- | ---------- | -------- |
| 1    | Adam Wadecki   | Action-Ati | 3h43'19" |
| 2    | Tomas Vaitkus  | AG2R Prév. | s.t.     |
| 3    | Fred Rodriguez | Davitamon  | s.t.     |

| Pos. | Corridore         | Squadra         | Tempo     |
| ---- | ----------------- | --------------- | --------- |
| 1    | Pierrick Fédrigo  | Bouygues Tél.   | 22h14'55" |
| 2    | Vladimir Efimkin  | Barloworld      | a 12"     |
| 3    | Christophe Moreau | Crédit Agricole | a 19"     |

Descrizione e riassunto
Ultima tappa, adatta ai velocisti, vinta dal polacco Wadecki. Efimkin, staccato alla partenza di 12" dal leader Fedrigo, provò lo sprint per ottenere abbuoni e scalzare il francese dalla vetta, ma alla fine fu solo ottavo. La classifica finale vide Fedrigo vincitore, accompagnato sul podio da Efimkin e da Christophe Moreau, vincitore nel 2003.

## Evoluzione delle classifiche
| Tappa              | Vincitore          | Classifica generale Maglia rosa | Classifica a punti Maglia verde | Classifica montagna Maglia a pois | Classifica giovani Maglia bianca |
| ------------------ | ------------------ | ------------------------------- | ------------------------------- | --------------------------------- | -------------------------------- |
| 1ª                 | Thor Hushovd       | Thor Hushovd                    | Thor Hushovd                    | Linus Gerdemann                   | Linus Gerdemann                  |
| 2ª                 | Philippe Gilbert   | Philippe Gilbert                | Thor Hushovd                    | Linus Gerdemann                   | Philippe Gilbert                 |
| 3ª                 | Thomas Voeckler    | Linus Gerdemann                 | Thor Hushovd                    | Linus Gerdemann                   | Linus Gerdemann                  |
| 4ª                 | Vladimir Efimkin   | Pierrick Fédrigo                | Thor Hushovd                    | Stéphane Augé                     | Vladimir Efimkin                 |
| 5ª                 | Adam Wadecki       | Pierrick Fédrigo                | Thor Hushovd                    | Stéphane Augé                     | Vladimir Efimkin                 |
| Classifiche finali | Classifiche finali | Pierrick Fédrigo                | Thor Hushovd                    | Stéphane Augé                     | Vladimir Efimkin                 |

## Classifiche finali

### Classifica generale - Maglia gialla
| Pos. | Corridore         | Squadra         | Tempo     |
| ---- | ----------------- | --------------- | --------- |
| 1    | Pierrick Fédrigo  | Bouygues Tél.   | 22h14'55" |
| 2    | Vladimir Efimkin  | Barloworld      | a 12"     |
| 3    | Christophe Moreau | Crédit Agricole | a 19"     |
| 4    | Petr Benčík       | eD'System-ZVVZ  | a 21"     |
| 5    | Linus Gerdemann   | Team CSC        | a 22"     |
| 6    | Thor Hushovd      | Crédit Agricole | a 23"     |
| 7    | Ludovic Turpin    | AG2R Prév.      | s.t.      |
| 8    | Philippe Gilbert  | F. des Jeux     | a 24"     |
| 9    | Andy Schleck      | Team CSC        | a 26"     |
| 10   | Janek Tombak      | Cofidis         | a 35"     |

### Classifica a punti - Maglia verde
| Pos. | Corridore        | Squadra         | Punti |
| ---- | ---------------- | --------------- | ----- |
| 1    | Thor Hushovd     | Crédit Agricole | 60    |
| 2    | Philippe Gilbert | F. des Jeux     | 38    |
| 3    | Tomas Vaitkus    | AG2R Prév.      | 34    |
| 4    | Vladimir Efimkin | Barloworld      | 32    |
| 5    | Pierrick Fédrigo | Bouygues Tél.   | 32    |

### Classifica scalatori - Maglia a pois
| Pos. | Corridore          | Squadra         | Punti |
| ---- | ------------------ | --------------- | ----- |
| 1    | Stéphane Augé      | Cofidis         | 18    |
| 2    | Jimmy Engoulvent   | Cofidis         | 12    |
| 3    | Linus Gerdemann    | Team CSC        | 9     |
| 4    | Christophe Laurent | Agritubel       | 9     |
| 5    | Christophe Moreau  | Crédit Agricole | 6     |

### Classifica combinata
| Pos. | Corridore        | Squadra         | Tempo |
| ---- | ---------------- | --------------- | ----- |
| 1    | Pierrick Fédrigo | Bouygues Tél.   | 10    |
| 2    | Thor Hushovd     | Crédit Agricole | 10    |
| 3    | Stéphane Augé    | Cofidis         | 10    |
| 4    | Vladimir Efimkin | Barloworld      | 6     |
| 5    | Linus Gerdemann  | Team CSC        | 6     |

### Classifica giovani - Maglia bianca
| Pos. | Corridore        | Squadra       | Tempo     |
| ---- | ---------------- | ------------- | --------- |
| 1    | Vladimir Efimkin | Barloworld    | 21h15'07" |
| 2    | Linus Gerdemann  | Team CSC      | a 10"     |
| 3    | Philippe Gilbert | F. des Jeux   | a 12"     |
| 4    | Andy Schleck     | Team CSC      | a 14"     |
| 5    | Anthony Geslin   | Bouygues Tél. | a 55"     |

### Classifica a squadre
| Pos. | Squadra                 | Tempo     |
| ---- | ----------------------- | --------- |
| 1    | AG2R Prévoyance         | 63h46'50" |
| 2    | Landbouwkrediet-Colnago | a 1'38"   |
| 3    | Bouygues Télécom        | a 2'58"   |
| 4    | eD'System-ZVVZ          | a 3'23"   |
| 5    | Crédit Agricole         | a 10'40"  |